# Kanton Baugy
Der Kanton Baugy war bis 2015 ein französischer Wahlkreis im Département Cher und in der Region Centre-Val de Loire. Er umfasste 17 Gemeinden im Arrondissement Bourges; sein Hauptort (frz.: chef-lieu) war Baugy. Die landesweiten Änderungen in der Zusammensetzung der Kantone brachten im März 2015 seine Auflösung. Vertreter im conseil général des Départements war zuletzt für die Jahre 2004–2015 Pascal Méreau.

## Gemeinden
| Gemeinde            | Einwohner Jahr | Fläche km² | Bevölkerungsdichte | Postleitzahl | Code INSEE |
| ------------------- | -------------- | ---------- | ------------------ | ------------ | ---------- |
| Avord               | 2716 (2013)    | –          | – Einw./km²        | 18520        | 18018      |
| Baugy               | 1481 (2013)    | –          | – Einw./km²        | 18800        | 18023      |
| Bengy-sur-Craon     | 680 (2013)     | –          | – Einw./km²        | 18520        | 18027      |
| Chassy              | 252 (2013)     | –          | – Einw./km²        | 18800        | 18056      |
| Crosses             | 365 (2013)     | –          | – Einw./km²        | 18340        | 18081      |
| Farges-en-Septaine  | 1049 (2013)    | –          | – Einw./km²        | 18800        | 18092      |
| Gron                | 493 (2013)     | –          | – Einw./km²        | 18800        | 18105      |
| Jussy-Champagne     | 205 (2013)     | –          | – Einw./km²        | 18130        | 18119      |
| Laverdines          | 52 (2013)      | –          | – Einw./km²        | 18800        | 18123      |
| Moulins-sur-Yèvre   | 801 (2013)     | –          | – Einw./km²        | 18390        | 18158      |
| Nohant-en-Goût      | 578 (2013)     | –          | – Einw./km²        | 18390        | 18166      |
| Osmoy               | 270 (2013)     | –          | – Einw./km²        | 18390        | 18174      |
| Saligny-le-Vif      | 190 (2013)     | –          | – Einw./km²        | 18800        | 18239      |
| Savigny-en-Septaine | 699 (2013)     | –          | – Einw./km²        | 18390        | 18247      |
| Villabon            | 561 (2013)     | –          | – Einw./km²        | 18800        | 18282      |
| Villequiers         | 503 (2013)     | –          | – Einw./km²        | 18800        | 18286      |
| Vornay              | 594 (2013)     | –          | – Einw./km²        | 18130        | 18289      |